# Ryūmon-Wasserfall
Der Ryūmon-Wasserfall (japanisch 龍門滝, Ryūmon-daki) ist ein Wasserfall in der Präfektur Kagoshima. Er hat eine Fallhöhe von 46 m bei einer Breite von 43 m und ist Teil der 1990 vom Umweltministerium aufgestellten Liste der Top-100-Wasserfälle Japans. Die Wassermenge schwankt je nach Jahreszeit, da für die Landwirtschaft Wasser aus dem Zufluss entnommen wird. In der Zeit von Ende Mai bis September sind die Wassermassen daher am geringsten.